# Mordovia Cup 2003
Il Mordovia Cup 2003 è stato un torneo di tennis facente parte della categoria ATP Challenger Series nell'ambito dell'ATP Challenger Series 2003. Il torneo si è giocato a Saransk in Russia dal 5 al 10 agosto 2003 su campi in terra rossa.

## Vincitori

### Singolare
Martin Štěpánek ha battuto in finale  Michal Mertiňák con il punteggio di 6–1, 6–1

### Doppio
Kornel Bardoczky /  Martin Štěpánek hanno battuto in finale  Łukasz Kubot /  Orest Tereščuk con il punteggio di 7–6(3), 6–3